# Brian Vriends
Brian Van Vriends es un actor australiano, conocido por interpretar a Ben Markham en la serie All Saints.

## Biografía
En 1988 se graduó de la prestigiosa escuela de teatro National Institute of Dramatic Art NIDA. 
Brian se casó con su coprotagonista en All Saints, la actriz Libby Tanner. El 19 de diciembre de 2001 tuvieron una hija, Edie Van Vriends, que nació en el hospital Randwick's Royal Hospital For Women, en Sídney. Vriends y Tanner se separaron en 2004.

## Carrera
En 1998 se unió al elenco de la exitosa serie australiana All Saints en donde interpretó al paramédico Ben Markham, hasta 2003, luego de que su personaje se fuera con Bronwyn Craig para iniciar una vida juntos.
En 2008 interpretó a Dave Carpenter en la primera temporada de la serie criminal Underbelly. Ese mismo año participó como invitado en series como The Hollowmen, Very Small Business y en City Homicide en donde interpretó a Justin Kaplan.
El 9 de abril de 2010 apareció por primera vez como personaje invitado en la aclamada serie australiana Neighbours interpretando a Leigh "Nick" Nixon, el padre biológico de Donna Freedman. Su última aparición fue el 26 de enero de 2011 después de que su personaje decidiera mudarse a Nueva York con su hija.
En 2014 apareció como personaje recurrente de la miniserie Fat Tony & Co, donde interpretó al detective sargento de la policía Malcolm Rosenes.

## Filmografía

### Series de televisión
| Año         | Título                  | Personaje          | Notas                                    |
| ----------- | ----------------------- | ------------------ | ---------------------------------------- |
| 2014        | Fat Tony & Co           | Malcolm Rosenes    | 2 episodios                              |
| 2010 - 2011 | Neighbours              | Leigh "Nick" Nixon | 17 episodios                             |
| 2010        | Rush                    | Det. Chris Finch   | episodio # 3.17                          |
| 2008        | City Homicide           | Justin Kaplan      | episodio "Jane Doe"                      |
| 2008        | Very Small Business     | Jerome             | episodio # 1.6                           |
| 2008        | The Hollowmen           | John Badwin        | episodio "Vulnerable to Attack"          |
| 2008        | Underbelly              | Dave Carpenter     | 3 episodios                              |
| 2004        | Fireflies               | Sam O'Donnell      | episodio "Between a Rock and a Rock"     |
| 2003        | Stingers                | Joel Pearson       | episodio "Daddy's Little Diamond"        |
| 1998 - 2003 | All Saints              | Ben Markham        | 105 episodios                            |
| 2000        | Tales of the South Seas | -                  | episodio "Lessons for a Warrior"         |
| 1997        | Fallen Angels           | Nick Swan          | 20 episodios                             |
| 1996        | Pacific Drive           | Julian Flood       | tv serie                                 |
| 1995        | Echo Point              | Padre Patrick      | tv serie                                 |
| 1994        | Time Trax               | -                  | episodio To Live and Die in Docker Flats |
| 1991        | Police Rescue           | Tybalt             | episodio "Saving the Princess"           |
| 1991        | A Country Practice      | Will Foster        | episodio "Wisdom of Solomon: Part 2"     |
| 1989        | Grim Pickings           | Damien             | miniserie                                |

### Películas
| Año  | Título              | Personaje                                    | Notas                                                   |
| ---- | ------------------- | -------------------------------------------- | ------------------------------------------------------- |
| 2004 | Through My Eyes     | Detective Superintendente en Jefe Neil Plumb | -                                                       |
| 1994 | Spider & Rose       | Compañero de Spider                          | junto a Simon Bossell & Max Cullen                      |
| 1993 | The Feds: Betrayal  | Michael Sjinner                              | junto a Angie Milliken, Chris Haywood & Tammy MacIntosh |
| 1993 | The Feds: Terror    | Michael Skinner                              | junto a Angie Milliken                                  |
| 1993 | The Feds: Suspect   | Michael Skinner                              | junto a Angie Milliken                                  |
| 1993 | The Feds: Deception | Michael Skinner                              | junto a Angie Milliken & Nadine Garner                  |
| 1993 | The Feds: Deadfall  | Michael Skinner                              | junto a Angie Milliken                                  |
| 1993 | The Feds: Vengeance | Michael Skinner                              | junto a Angie Milliken                                  |
| 1993 | The Feds: Seduction | Michael Skinner                              | junto a Angie Milliken                                  |
| 1993 | The Feds: Abduction | Michael Skinner                              | junto a Angie Milliken                                  |
| 1991 | Mission: Top Secret | Garth                                        | -                                                       |
| 1990 | Weekend with Kate   | Asistente de Cuarto de Control               | junto a Colin Friels & Catherine McClements             |
| 1990 | Struck by Lightning | Pat Cannizzaro                               | junto a Catherine McClements & Garry McDonald           |
| 1989 | Mortgage            | Dave Dodd                                    | junto a Doris Younane                                   |

### Teatro
| Año  | Obra                       | Personaje | Director         | Teatro              | Notas                                                                     |
| ---- | -------------------------- | --------- | ---------------- | ------------------- | ------------------------------------------------------------------------- |
| 2011 | Hamlet                     | -         | Simon Phillips   | Melbourne Theatre   | junto a Ewen Leslie, Eryn-Jean Norvill, Lachlan Woods & John Adam         |
| 2007 | A Man for All Seasons      | -         | Andrew Blackman  | Drum Theatre        | junto a Syd Brisbane, Stewart Morritt & Eryn-Jean Norvill                 |
| 1996 | The Life of Galileo        | -         | Richard Wherrett | Opera House Theatre | junto a Jason Montgomery, Anthony Phelan, Odile Le Clezio & John Howard   |
| 1994 | King Lear                  | -         | Rodney Fisher    | Riverside Theatre   | junto a Simon Bossell, Peter Carroll, Toni Collette & Linda Cropper       |
| 1993 | Titus Andronicus           | -         | Michael Gow      | Wharf Theatre       | junto a Josephine Mitchell, Andrea Moor & Tom Weaver                      |
| 1994 | Phaedra                    | -         | Michael Gow      | Wharf Theatre       | junto a Josephine Byrnes, Lynne Murphy & John Walton                      |
| 1990 | Gilgamesh                  | -         | Bryan Nason      | Bryan Nason         | junto a Anni Finsterer, Anthony Phelan, Rebecca Riggs & David Woodley     |
| 1988 | Veneer 3                   | -         | Kevin Jackson    | Parade Theatre      | junto a Sarah Chadwick, Angie Milliken, Sancia Robinson & Richard Huggett |
| 1987 | The Man Who Came to Dinner | -         | Ken Boucher      | NIDA Theatre        | junto a Rodney Bell, Sarah Chadwick, Sancia Robinson & Richard Huggett    |
| 1987 | Undiscovered Country       | -         | Kevin Jackson    | NIDA Theatre        | junto a Sarah Chadwick, Timothy Jones, Angie Milliken & Richard Huggett   |